# Lily Maisky
Lily Maisky (* 28. Juli 1987 in Paris) ist eine französische Pianistin. Sie ist auf Kammermusik spezialisiert. Ihr Vater ist der Cellist Mischa Maisky.

## Leben und Werk
Lily Maisky wurde 1987 in Paris geboren. Sie verbrachte ihre Kindheit in Brüssel. Ersten Klavierunterricht erhielt sie im Alter von vier Jahren zunächst bei der argentinischen Pianistin Lyl Tiempo. Später studierte sie bei Hagit Kerbel in Brüssel, Ilana Davids (Purcell School of Music) und dem Amerikaner Alan Weiss. Von 2001 bis 2005 war sie Schülerin an der Purcell School of Music in Watford. Hier studierte sie auch Jazz Klavier. Sie absolvierte Meisterkurse unter anderem bei Martha Argerich, Dmitri Bashkirov, Joseph Kalichstein, Pavel Gililov, Vitaly Margulis, Oleg Maisenberg und Marielle Labeque.
1997 gab Lily Maisky ihren ersten öffentlichen Auftritt in der New Yorker Carnegie Hall. Lily Maisky konzertierte in ganz Europa und hatte viele Auftritte  im Fernen Osten. Sie spielte auf renommierten Festivals unter anderem auf dem Verbier Festival, dem Progetto Martha Argerich in Lugano und dem Schleswig-Holstein Musikfestival. Sie musizierte unter anderem unter der Leitung von Gerd Albrecht, Daniel Raiskin, Thomas Sanderling, Charles Olivieri Munroe, Leonard Slatkin und Jack Martin Händler. Als Solistin wie auch im Rahmen von Kammermusikaufführungen trat sie in Konzertsälen wie der Royal Festival Hall London, dem Musikverein und Konzerthaus Wien, dem Prinzregententheater München, der Beethovenhalle Bonn, dem Konzerthaus Berlin, der Suntory Hall Tokyo, der Philharmonie St. Petersburg oder der Carnegie Hall New York auf.
Lily Maisky tritt seit Jahren im Duo mit ihrem Vater Mischa Maisky sowie im Trio mit ihrem Vater und Bruder Sascha Maisky (Violine) als „Maisky Trio“ auf. Zu weiteren Kammermusikpartnern zählen Julian Rachlin, Janine Jansen, Dora Schwarzberg, Renaud Capuçon, Martha Argerich, Gérard Caussé, Orfeo Mandozzi, das Karol Szymanowski Quartett und Alissa Margulis.